# Kritiskt tänkande
Kritiskt tänkande är analysen av tillgänglig fakta, evidens, observationer och argument för att bilda sig en välgrundad åsikt eller slutsats. Det finns inte en entydig definition av vad kritiskt tänkande är, men ofta inkluderar att tänka kritiskt generellt sett en rationell, skeptisk och opartisk analys eller utvärdering av faktiska bevis.
En person som är en kritisk tänkare är en person som aktivt ifrågasätter, systematiskt och sakligt granskar information, utvärderar argument och använder logik och bevis för att dra välgrundade slutsatser. Kritiskt tänkande är en viktig färdighet inom olika områden, till exempel vetenskap, teknik, affärer och politik. 